# 오구라 유코
오구라 유코(일본어: 小倉優子, 1983년 11월 1일 ~ )는 일본의 그라비아 아이돌, 여배우, 버라이어티 아이돌이다. 소속사는 아방가르드.

## 내력
1983년 11월 1일, 지바현 모바라시 태생. 2001년 여고생일 무렵에 현 소속사에 스카우트되어 남성잡지 그라비아를 통해 연예계에 데뷔하였다. 그 후 당분간 사진 모델 활동을 하면서 그라비아 활동을 계속하였다. 2002년, 여성 아이돌 선발대회인 닛테제레닉에 출연하였다. 그리고 동안과 '지구에 와서 연예활동하는 별나라 공주'라는 캐릭터 콘셉트로 서서히 주목을 받기 시작한다. 이런 특이한 그녀의 캐릭터가 많은 이들에게 널리 알려져 관서 지방에 텔레비전이나 라디오 등에 출연하는 일이 많아졌으며, 같은 해에 미스 영 애니멀을 2005년까지 4년 연속 뽑히는 등 그라비아 방면에서도 인기가 올라갔다. 그리하여 가장 유명한 아이돌 가운데 한 사람으로서 세상 사람들에게 인식되었다.
2008년 4월 8일, 오사카 니시나카지마에서 '불고기 오구라 유코'라는 이름의 불고깃집을 개점한 것을 시작으로, 현재 교토, 오사카, 사이타마 등지에서 총 열두 개의 점포를 운영하는 등 CEO로서도 널리 이름을 알리고 있다.
2008년 7월 16일, ZAKZAK의 제1회 일본 그라비아 아이돌 대상을 받았다.

## 인물
- 애칭은 중학생 무렵부터 별명이었던 '유코링(ゆうこりん)'이다.
- 가족은 부모님과 형제로는 오빠와 남동생이 있다.
- 유치원생 시절에 피아노를 배웠으며, 그밖에 플루트도 불 수 있다. 그 덕분에 '절대 음감'을 가지고 있다고 한다.
- 특기는 10초안에 눈물을 흘리는 것. 취미는 노래 부르기.
- 나고야의 로컬 프로그램 노브나가(ノブナガ) 출연 당시 채찍과 목마 등을 체험한 그녀는 자신이 메저키스트라는 것을 자각했다. 사진집에서는 수잡 장면을 촬영했다.
- 현지구단 롯데 마린즈의 시구식에서 등판한 것이 인연이 되어 롯데 마린즈의 팬이 되었다.
- 좋아하는 색깔은 검은색. 평상시 복장으로도 검은색을 자주 입는다고 말하였다.
- 데뷔 후 한동안은 과자를 주식으로 먹었으며 다른 음식은 거의 먹지 않았다. 그러나 일이 많아지면서 바빠지고 빈혈로 쓰러지는 등의 사고가 빈번히 일어나자, 회사의 권고를 받아 식생활을 고쳤다.

## 출연작

### CD 싱글
1. ウキウキりんこだプー (2002년 12월 18일)
2. 恋のシュビドゥバ (2004년 2월 4일)
3. 永遠ラブリン(∂▽＜) (2004년 5월 26일)
4. オンナのコ♥オトコのコ (2004년 11월 26일)
5. 帰ってきたケロッ!とマーチ (2007년 3월 17일)
6. スキ☆メロ (2008년 6월 25일)

### 앨범
1. フルーchu♥タルト (2004년 9월 8일)
2. 小倉優子 パーフェクト・ベスト (2011년 6월 8일)